# David di Donatello de la meilleure actrice étrangère
Le David di Donatello de la meilleure actrice étrangère (David di Donatello per la migliore attrice straniera) est une récompense cinématographique italienne décernée annuellement par l'Académie du cinéma italien, plus précisément par l’Ente (Association) David di Donatello. Elle a été décernée depuis la deuxième édition du prix David di Donatello en 1957 et a pris fin en 1996.

## Palmarès

### Années 1950
- 1957 :
  - Ingrid Bergman - Anastasia
- 1958 : non attribué
- 1959 :
  - Deborah Kerr - Tables séparées (Separate Tables)

### Années 1960
- 1960 :
  - Audrey Hepburn - Au risque de se perdre (The Nun's Story)
- 1961 :
  - Brigitte Bardot - La Vérité
- 1962 :
  - Audrey Hepburn - Diamants sur canapé (Breakfast at Tiffany's)
- 1963 :
  - Geraldine Page - Doux oiseau de jeunesse (Sweet Bird of Youth)
- 1964 :
  - Shirley MacLaine - Irma la Douce
- 1965 :
  - Audrey Hepburn - My Fair Lady (My Fair Lady)
- 1966 :
  - Julie Andrews - La Mélodie du bonheur (The Sound of Music)
- 1967 : (ex æquo)
  - Elizabeth Taylor - La Mégère apprivoisée (La bisbetica domata ou The Taming of the Shrew)
  - Julie Christie - Le Docteur Jivago (Doctor Zhivago)
- 1968 : (ex æquo)
  - Faye Dunaway - Bonnie et Clyde (Bonnie and Clyde)
  - Katharine Hepburn - Devine qui vient dîner ? (Guess Who's Coming to Dinner)
- 1969 : (ex æquo)
  - Barbra Streisand - Funny Girl
  - Mia Farrow - Rosemary's Baby

### Années 1970
- 1970 :
  - Liza Minnelli - Pookie (The Sterile Cuckoo)
- 1971 :
  - Ali MacGraw - Love Story (Love Story)
- 1972 :
  - Elizabeth Taylor - Une belle tigresse (Zee and Co.)
- 1973 :
  - Liza Minnelli – Cabaret
- 1974 : (ex æquo)
  - Barbra Streisand - Nos plus belles années (The Way We Were)
  - Tatum O'Neal - La Barbe à papa (Paper Moon)
- 1975 :
  - Liv Ullmann - Scènes de la vie conjugale (Scener ur ett äktenskap)
- 1976 : (ex æquo)
  - Isabelle Adjani - L'Histoire d'Adèle H.
  - Glenda Jackson - Hedda
- 1977 : (ex æquo)
  - Annie Girardot - Cours après moi que je t'attrape
  - Faye Dunaway -  Network, main basse sur la télévision (Network)
- 1978 : (ex æquo)
  - Jane Fonda - Julia
  - Simone Signoret - La Vie devant soi
- 1979 : (ex æquo)
  - Ingrid Bergman - Sonate d’automne (Höstsonaten)
  - Liv Ullmann - Sonate d’automne (Höstsonaten)

### Années 1980
- 1980 :
  - Isabelle Huppert - La Dentellière
- 1981 :
  - Catherine Deneuve - Le Dernier Métro
  - Vera Pap – Angi Vera
  - Susan Sarandon - Atlantic City
- 1982 :
  - Diane Keaton – Reds
  - Jutta Lampe - Les Années de plomb (Die Bleierne Zeit)
  - Meryl Streep - La Maîtresse du lieutenant français (The French Lieutenant's Woman)
- 1983 :
  - Julie Andrews - Victor Victoria
  - Sissy Spacek - Missing (Missing)
  - Jessica Lange - Tootsie
- 1984 :
  - Shirley MacLaine - Tendres Passions (Terms of Endearment)
  - Debra Winger - Tendres Passions (Terms of Endearment)
  - Meryl Streep - Le Choix de Sophie (Sophie's choice)
- 1985 :
  - Meryl Streep - Falling in Love d'Ulu Grosbard
  - Mia Farrow - Broadway Danny Rose
  - Nastassja Kinski - Paris, Texas
- 1986 :
  - Meryl Streep - Out of Africa
  - Phyllis Logan - Les Cœurs captifs
  - Miranda Richardson - Un crime pour une passion (Dance with a Stranger)
- 1987 :
  - Norma Aleandro - L'Histoire officielle (La historia oficial)
  - Deborah Kerr - The Assam Garden (en)
  - Sabine Azéma - Mélo
- 1988 :
  - Cher - Éclair de lune (Moonstruck)
  - Glenn Close - Liaison fatale (Fatal Attraction)
  - Barbra Streisand - Cinglée (Nuts)
- 1989 :
  - Jodie Foster - Les Accusés (The Accused)
  - Isabelle Huppert - Une affaire de femmes
  - Shirley MacLaine - Madame Sousatzka

### Années 1990
- 1990 :
  - Jessica Tandy - Miss Daisy et son chauffeur (Driving Miss Daisy)
  - Kathleen Turner - La Guerre des Rose (The War of the Roses)
  - Meg Ryan - Quand Harry rencontre Sally (When Harry Met Sally...)
  - Miou-Miou - Milou en mai
  - Mia Farrow - Crimes et Délits (Crimes and Misdemeanors)
- 1991 :
  - Anne Parillaud - Nikita
  - Glenn Close - Hamlet
  - Julia Roberts - Pretty Woman
  - Mia Farrow - Alice
  - Joanne Woodward - Mr and Mrs Bridge
- 1992 : (ex æquo)
  - Geena Davis - Thelma et Louise
  - Susan Sarandon - Thelma et Louise
  - Gong Li - Épouses et Concubines (Da hong deng long gao gao gua)
- 1993 : (ex æquo)
  - Emmanuelle Béart - Un cœur en hiver
  - Emma Thompson - Retour à Howards End (Howards End)
  - Tilda Swinton - Orlando
- 1994 :
  - Emma Thompson - Les Vestiges du jour (The Remains of the Day)
  - Holly Hunter - La Leçon de piano (The Piano)
  - Michelle Pfeiffer – Le Temps de l'innocence (The Age of Innocence)
- 1995 :
  - Jodie Foster - Nell
  - Andie MacDowell - Quatre mariages et un enterrement (Four Weddings and a Funeral)
  - Uma Thurman - Pulp Fiction (Pulp Fiction)
- 1996 :
  - Susan Sarandon - La Dernière Marche (Dead Man Walking)
  - Emmanuelle Béart - Nelly et Monsieur Arnaud
  - Emma Thompson - Raison et Sentiments (Sense and Sensibility)